# Burdekin Shire
Koordinaten: 19° 34′ S, 147° 24′ O

Das Shire of Burdekin ist ein lokales Verwaltungsgebiet (LGA) im australischen Bundesstaat Queensland. Das Gebiet ist 5.043,9 km² groß und hat etwa 17.000 Einwohner.

## Geografie
Das Shire liegt an der Ostküste des Staats etwa 1.050 km nördlich der Hauptstadt Brisbane.
Größte Stadt und Verwaltungssitz der LGA ist Ayr mit etwa 8.300 Einwohnern. Weitere Ortschaften sind Airdmillan, Airville, Alva, Barratta, Brandon, Carstairs, Clare, Colevale, Cromarty, Dalbeg, Eight Mile Creek, Fredericksfield, Giru, Home Hill, Horseshoe Lagoon, Inkerman, Jarvisfield, Jerona, Kirknie, Majors Creek, Millaroo, Mona Park, Mount Kelly, Mount Surround, Mulgrave, Osborne, Rangemore, Ravenswood, Rita Island, Shirbourne, Swans Lagoon, Upper Haughton, Wangaratta und Wunjunga.

## Geschichte
Benannt wurde der Burdekin River, der dem Shire seinen Namen gab, von Ludwig Leichhardt nach einem der Sponsoren seiner Expedition, Thomas Burdekin. 1849 erforschte er die Region, zehn Jahre später kamen die ersten Viehzüchter und 1882 wurden die Ortschaften Brandon und Ayr gegründet. Ab 1888 gab es einen Verwaltungsbezirk in dem Gebiet, der bis 1976 nach der Stadt Ayr benannt war und dann in Burdekin Shire umbenannt wurde.

## Verwaltung
Der Burdekin Shire Council hat sieben Mitglieder. Der Mayor (Bürgermeister) und sechs weitere Councillor werden von allen Bewohnern des Shires gewählt. Die LGA ist nicht in Wahlbezirke unterteilt.